# Igoh Ogbu
Igoh Ogbu (Jos, 2000. február 8. –) nigériai korosztályos válogatott labdarúgó, a cseh Slavia Praha hátvédje.

## Pályafutása

### Klubcsapatokban
Ogbu a nigériai Jos városában született. Az ifjúsági pályafutását a Gombe United akadémiájánál kezdte.
2018-ban mutatkozott be a Rosenborg első osztályban szereplő felnőtt csapatában. A 2018-as és 2019-es szezonokban a másodosztályú Levanger és a Sogndal csapatát erősítette kölcsönben. 2020 júniusában a Sogndalhoz igazolt. Először a 2020. július 3-ai, Åsane elleni mérkőzésen lépett pályára. Első gólját 2020. október 11-én, a Tromsø ellen 1–1-es döntetlennel zárult bajnokin szerezte.
2021. január 29-én ötéves szerződést kötött az Eliteserienben érdekelt Lillestrøm együttesével. 2021. május 16-án, a Strømsgodset ellen 3–1-re elvesztett mérkőzésen debütált és egyben megszerezte első gólját is a klub színeiben. 2023. január 6-án a cseh Slavia Prahához igazolt.

### A válogatottban
Ogbu 2019-ben mutatkozott be a nigériai U20-as válogatottban. Először 2019. február 2-án, Burundi ellen 2–0-ra megnyert U20-as Afrikai Nemzetek Ligája mérkőzésen lépett pályára.

## Statisztikák
2023. március 5. szerint
| Klub         | Szezon   | Osztály            | Bajnokság | Bajnokság | Kupa  | Kupa | Nemzetközi | Nemzetközi | Összesen | Összesen |
| Klub         | Szezon   | Osztály            | Meccs     | Gól       | Meccs | Gól  | Meccs      | Gól        | Meccs    | Gól      |
| ------------ | -------- | ------------------ | --------- | --------- | ----- | ---- | ---------- | ---------- | -------- | -------- |
| Levanger     | 2018     | OBOS-ligaen        | 9         | 0         | 0     | 0    | —          | —          | 9        | 0        |
| Rosenborg    | 2019     | Eliteserien        | 0         | 0         | 1     | 0    | —          | —          | 1        | 0        |
| Sogndal      | 2019     | OBOS-ligaen        | 16        | 1         | 0     | 0    | —          | —          | 16       | 1        |
| Sogndal      | 2020     | OBOS-ligaen        | 28        | 1         | —     | —    | —          | —          | 28       | 1        |
| Sogndal      | Összesen | Összesen           | 44        | 2         | 0     | 0    | 0          | 0          | 44       | 2        |
| Lillestrøm   | 2021     | Eliteserien        | 26        | 1         | 1     | 0    | —          | —          | 27       | 1        |
| Lillestrøm   | 2022     | Eliteserien        | 28        | 3         | 2     | 0    | 3          | 0          | 33       | 3        |
| Lillestrøm   | Összesen | Összesen           | 54        | 4         | 3     | 0    | 3          | 0          | 60       | 4        |
| Slavia Praha | 2022–23  | Czech First League | 4         | 0         | 0     | 0    | —          | —          | 4        | 0        |
| Összesen     | Összesen | Összesen           | 111       | 6         | 4     | 0    | 3          | 0          | 118      | 6        |